# Sarson's
Sarson's är ett brittiskt varumärke som producerar maltvinäger. Produkten säljs i päronformade flaskor med en flipöppning. Varumärket ägs för närvarande av Mizkan. Sarson's producerar också vinäger till Sainsbury's, 3663, Chef, Independent och Mizkan.

## Företagshistoria
Vinäger bryggdes från maltkorn 1794, av Thomas Sarson. James Thomas Sarson var en vinägertillverkare som bodde på Brunswick Place, Shoreditch 1841. Försäljningen ökade när hans son Henry James Sarson tog över. Det döptes om till "Sarson's Virgin Vinegar" 1884, med hänvisning till en biblisk berättelse om fåvitska jungfrur, av vilken han inspirerades, i motsats till produktens renhet. Namnet blev dock kortvarigt. 1893 gick företaget under namnet Henry Sarson and Sons från "The Vinegar Works", Catherine Street, City Road, Shoreditch, London. Två av Henrys söner, Henry Logsdail Sarson och Percival Stanley Sarson, gick också med i familjeföretaget som vinägerbryggare.
Sarson's vinägerfabrik låg på Tanner Street i Bermondsey i London, vid den södra infarten till Tower Bridge.
År 1932 slogs företaget samman med andra brittiska vinägerproducenter för att bilda British Vinegars Ltd. 1968 köpte British Vinegars mark från Co-op i Middleton, Greater Manchester, dit produktionen flyttades.
Fabriken på Tanner Street stängdes och byggnaden användes för lagring. Från och med år 2000 byggdes delar av platsen om till lägenheter. Gamla och nya delar av fabriken slogs sedan samman till nya byggnader och kontor. Resterande byggnader revs. Det fanns även en fabrik i Stourport-on-Severn, som nu är stängd.
Företaget övertogs av Crosse &amp; Blackwell som i sin tur togs över av Nestlé men såldes till Premier Foods. Premier Foods gick med på att i juli 2012 sälja varumärkena Sarson's, Haywards pickled onion och Dufrais vinegar till Mizkan - en 200 år gammal japansk vinägertillverkare.

## Olika sorter
- Malt and Distilled Vinegar
- Lemon Vinegar
- Light Malt Vinegar
- Pickling Strength Malt Vinegar

### Andra produkter
- Worcester sauce
- Soy sauce
- Gravy browning